# Mather (Kalifornia)
Mather – jednostka osadnicza w Stanach Zjednoczonych, w stanie Kalifornia, w hrabstwie Sacramento.